# Żabno
Żabno è un comune urbano-rurale polacco del distretto di Tarnów, nel voivodato della Piccola Polonia.

## Geografia fisica
Ricopre una superficie di 104,82 km² e nel 2004 contava 18 877 abitanti.

## Amministrazione

### Gemellaggi
- Bad Berka - Germania